# Shell Sound Ignition
Shell Sound Ignition（シェル・サウンド・イグニッション）とは、TOKYO FMをキー局とするJFN38局ネット番組で、2003年10月～2007年4月まで放送されていた番組だった。タイトル通り、昭和シェル石油が提供している。基本的には土曜日12:00～12:30に同時ネットだが、ネット局の都合により別時間に異時ネットする局がある。
2006年4月からの正式タイトルは「Shell Sound Ignition - JUST A RADIO」（シェル・サウンド・イグニッション - ジャスタ・レディオ）

## 概要
パーソナリティは茂木欣一 (東京スカパラダイスオーケストラ) 。2006年3月まではDJ Richie(リッチー)。番組放送開始当時、DJの名前表記はリチャード・グスタフソンとしていたが、のちにDJ Richieとした。
この番組の前番組は、「J-PHONE BLUESKY PROJECT」だった。ちなみにスポンサーである昭和シェル石油提供の前番組は「昭和シェル石油presents WORLD NEWS NAVI」といい、月曜から金曜の7:00～7:08に放送されていた。当時放送していた「MORNING FREEWAY」に内包されていた。
なお、JUST A RADIO自体は2003年3月からJFNCの製作でスタートしている。その後、2004年4月にTFM製作に移り「MOTHER MUSIC RECORDS」内の番組としてリニューアル、MOTHER MUSIC RECORDS終了後は再び独立した番組で放送していたが、2006年4月にShell Sound Ignitionの番組となり、2007年4月より再び独立した番組となっている。

## 放送時間
- この枠は以前から一貫して土曜日12:00に放送の局ではTOKYO FMスペイン坂スタジオからの生放送であるが、それ以外の時間帯に放送している地域では、1週遅れとなっている。
- 特に東北6県のFM局（Date fm・エフエム青森・AFM・エフエム岩手・Boy FM・ふくしまFM）では東北電力提供の「EPO・風の散歩道」（Date fm製作）を放送するため、必然的に1週遅れ (同番組を12:30より放送しているFM新潟を除く) となる。1週遅れの地域での放送内容は基本的に生放送地域での内容と同じだが、生放送でないと使えない内容（例：「時刻は○時△分です」や生放送時の天候に関する内容など）は削除されている。